# A PFG 2012-13
La temporada 2012-13 de la A PFG fue la 88va. temporada de la A Profesionalna Futbolna Grupa. La temporada comenzó el 11 de agosto de 2012 y finalizó el 25 de mayo de 2013. El campeón del torneo fue el club Ludogorets Razgrad que logró retener el título conseguido la temporada anterior sumando así su segundo torneo profesional.
Los 16 clubes de la liga se enfrentan dos veces, en casa y fuera, disputando un total de treinta partidos cada club. Al final del campeonato, de manera de permitir la reducción de 16 a 14 clubes, los cuatro últimos equipos de la clasificación son relegados y sustituidos por los dos mejores clubes de la segunda división.

## Ascensos y descensos
| Pos. | Descendidos de A PFG 2011-12 |
| ---- | ---------------------------- |
| 14.º | Vidima-Rakovski              |
| 15.º | Kaliakra Kavarna             |
| 16.º | Svetkavitsa                  |

| Pos. | Ascendidos de B PFG 2011-12 |
| ---- | --------------------------- |
| 1.º  | Etar Veliko Tarnovo (Este)  |
| 1.°  | Pirin Gotse Delchev (Sur)   |
| Pro. | Botev Plovdiv               |

## Sistema de competición
Los dieciséis equipos participantes jugaron entre sí todos contra todos dos veces totalizando 30 partidos cada uno, al término de la jornada 30 el primer clasificado obtuvo un cupo para la segunda ronda de la Liga de Campeones 2013-14, el segundo y tercer clasificado obtuvieron un cupo para la primera ronda de la Liga Europa 2013-14; por otro lado los cuatro últimos clasificados descendieron a la B PFG 2013-14.
Un tercer cupo para la segunda ronda de la Liga Europa 2013-14 fue asignado al campeón de la Copa de Bulgaria.

## Equipos participantes
| Equipo              | Ciudad         | Estadio                | Capacidad |
| ------------------- | -------------- | ---------------------- | --------- |
| Beroe               | Stara Zagora   | Estadio Beroe          | 12.300    |
| Botev Plovdiv       | Plovdiv        | Hristo Botev (Plovdiv) | 18:00     |
| Botev Vratsa        | Vratsa         | Hristo Botev (Vratsa)  | 32.000    |
| Cherno More         | Varna          | Estadio Ticha          | 8.250     |
| Chernomorets        | Burgas         | Estadio Lazur          | 18.037    |
| CSKA Sofia          | Sofia          | Balgarska Armiya       | 22.015    |
| Etar                | Veliko Tarnovo | Estadio Ivaylo         | 18.000    |
| Levski Sofia        | Sofia          | Georgi Asparuhov       | 19.200    |
| Litex               | Lovech         | Estadio Lovech         | 8.100     |
| Lokomotiv Plovdiv   | Plovdiv        | Lokomotiv (Plovdiv)    | 10.000    |
| Lokomotiv Sofia     | Sofia          | Lokomotiv (Sofia)      | 22.000    |
| Ludogorets Razgrad  | Razgrad        | Ludogorets Arena       | 6.000     |
| Minyor Pernik       | Pernik         | Minyor                 | 8.000     |
| Montana             | Montana        | Ogosta                 | 8.000     |
| Pirin Gotse Delchev | Gotse Delchev  | Gradski Stadion        | 5.000     |
| Slavia Sofia        | Sofia          | Ovcha Kupel            | 18.000    |

## Tabla de posiciones
| Pos. | Equipo                 | Pts. | PJ | G  | E  | P  | GF | GC | Dif. | Clasificación y descenso 2013–14      |
| ---- | ---------------------- | ---- | -- | -- | -- | -- | -- | -- | ---- | ------------------------------------- |
| 1    | Ludogorets Razgrad (C) | 72   | 30 | 22 | 6  | 2  | 58 | 13 | +45  | Segunda ronda de la Liga de Campeones |
| 2    | Levski Sofia           | 71   | 30 | 22 | 5  | 3  | 59 | 20 | +39  | Primera ronda de la Liga Europa       |
| 3    | CSKA Sofia             | 63   | 30 | 19 | 6  | 5  | 54 | 20 | +34  |                                       |
| 4    | Botev Plovdiv          | 60   | 30 | 18 | 6  | 6  | 51 | 21 | +30  | Primera ronda de la Liga Europa       |
| 5    | Litex                  | 50   | 30 | 15 | 5  | 10 | 56 | 24 | +32  |                                       |
| 6    | Chernomorets           | 47   | 30 | 14 | 5  | 11 | 32 | 28 | +4   |                                       |
| 7    | Beroe                  | 45   | 30 | 13 | 6  | 11 | 36 | 38 | −2   | Segunda ronda de la Liga Europa       |
| 8    | Slavia Sofia           | 42   | 30 | 12 | 6  | 12 | 39 | 35 | +4   |                                       |
| 9    | Lokomotiv Plovdiv      | 39   | 30 | 10 | 9  | 11 | 37 | 34 | +3   |                                       |
| 10   | Cherno More            | 35   | 30 | 9  | 8  | 13 | 33 | 39 | −6   |                                       |
| 11   | Pirin Gotse Delchev    | 34   | 30 | 10 | 4  | 16 | 27 | 57 | −30  |                                       |
| 12   | Lokomotiv Sofia        | 31   | 30 | 7  | 10 | 13 | 27 | 38 | −11  |                                       |
| 13   | Botev Vratsa           | 31   | 30 | 8  | 7  | 15 | 23 | 51 | −28  | Descenso a B PFG 2013-14              |
| 14   | Minyor Pernik          | 20   | 30 | 5  | 5  | 20 | 20 | 49 | −29  | Descenso a B PFG 2013-14              |
| 15   | Montana                | 16   | 30 | 4  | 4  | 22 | 27 | 57 | −30  | Descenso a B PFG 2013-14              |
| 16   | Etar                   | 16   | 30 | 4  | 4  | 22 | 20 | 75 | −55  | Descenso a B PFG 2013-14              |

Actualizado a los partidos jugados el 25 de mayo de 2013.
 Fuente: Soccerway
Notas:
1. ↑  CSKA Sofia fueron excluidos de las competiciones europeas debido a deudas.
2. ↑  Tras ganar la Copa de Bulgaria 2012-13, el Beroe obtuvo un cupo para la Segunda ronda de la Liga Europa 2013-14.

## Resultados
| Local \ Visitante   | BER | BPL | BVR | CMO | CHE | CSK | ETA | LEV | LIT | LPL | LSO | LUD | MIN | MON | PIR | SLA |
| ------------------- | --- | --- | --- | --- | --- | --- | --- | --- | --- | --- | --- | --- | --- | --- | --- | --- |
| Beroe               | —   | 2–1 | 4–0 | 1–0 | 0–1 | 0–1 | 1–0 | 1–2 | 1–0 | 1–2 | 1–1 | 0–0 | 1–0 | 2–2 | 2–3 | 2–1 |
| Botev Plovdiv       | 1–2 | —   | 5–0 | 3–1 | 2–0 | 1–1 | 3–0 | 2–0 | 1–0 | 0–0 | 2–0 | 0–1 | 2–0 | 3–1 | 5–0 | 3–0 |
| Botev Vratsa        | 0–0 | 0–0 | —   | 1–0 | 0–2 | 3–4 | 2–1 | 1–3 | 0–4 | 1–0 | 0–0 | 1–1 | 0–0 | 3–1 | 1–2 | 1–0 |
| Cherno More         | 2–1 | 0–0 | 1–1 | —   | 1–1 | 0–0 | 0–1 | 1–1 | 1–0 | 3–0 | 2–0 | 0–3 | 2–0 | 2–1 | 5–1 | 0–0 |
| Chernomorets        | 0–1 | 1–2 | 2–1 | 3–3 | —   | 1–1 | 2–1 | 0–2 | 0–0 | 1–1 | 3–1 | 1–0 | 2–0 | 1–0 | 1–0 | 2–0 |
| CSKA Sofia          | 2–0 | 1–0 | 3–0 | 3–2 | 2–0 | —   | 3–1 | 1–0 | 0–2 | 0–0 | 1–1 | 0–0 | 3–0 | 1–0 | 3–0 | 2–1 |
| Etar                | 0–2 | 1–2 | 1–0 | 0–1 | 0–3 | 0–4 | —   | 0–3 | 0–4 | 1–1 | 2–2 | 1–5 | 0–3 | 2–1 | 0–1 | 1–1 |
| Levski Sofia        | 2–0 | 3–1 | 2–0 | 4–0 | 1–0 | 2–1 | 7–1 | —   | 2–1 | 2–1 | 2–1 | 1–0 | 2–1 | 0–0 | 2–0 | 1–1 |
| Litex               | 1–2 | 0–1 | 5–1 | 4–1 | 1–0 | 1–0 | 6–1 | 1–2 | —   | 2–2 | 1–2 | 0–2 | 0–0 | 2–0 | 5–0 | 5–0 |
| Lokomotiv Plovdiv   | 1–2 | 2–2 | 0–1 | 1–0 | 2–0 | 0–2 | 3–0 | 0–1 | 1–1 | —   | 2–0 | 2–5 | 5–1 | 4–0 | 1–0 | 1–0 |
| Lokomotiv Sofia     | 2–2 | 1–2 | 3–0 | 0–0 | 0–3 | 2–1 | 3–0 | 1–1 | 0–2 | 1–1 | —   | 0–1 | 1–0 | 0–0 | 0–1 | 1–0 |
| Ludogorets Razgrad  | 3–1 | 2–0 | 4–1 | 2–0 | 3–0 | 1–0 | 4–0 | 2–1 | 0–0 | 1–0 | 2–1 | —   | 3–0 | 3–0 | 1–1 | 2–1 |
| Minyor Pernik       | 3–0 | 0–2 | 0–1 | 0–2 | 0–1 | 1–4 | 1–0 | 0–4 | 1–2 | 1–1 | 0–0 | 1–2 | —   | 2–1 | 2–0 | 2–4 |
| Montana             | 1–3 | 0–2 | 0–0 | 3–1 | 1–0 | 1–3 | 2–3 | 0–2 | 1–3 | 1–2 | 2–3 | 0–3 | 2–0 | —   | 3–0 | 0–1 |
| Pirin Gotse Delchev | 0–0 | 0–1 | 2–1 | 3–2 | 0–1 | 0–5 | 2–2 | 1–1 | 0–2 | 2–1 | 2–0 | 0–2 | 2–1 | 4–2 | —   | 0–3 |
| Slavia Sofia        | 6–1 | 2–2 | 1–2 | 1–0 | 3–0 | 0–2 | 3–0 | 1–3 | 2–1 | 2–0 | 2–0 | 0–0 | 0–0 | 2–1 | 2–0 | —   |

## Máximos Goleadores
| Pos. | Jugador            | Club               | Goles |
| ---- | ------------------ | ------------------ | ----- |
| 1    | Basile de Carvalho | Levski Sofia       | 19    |
| 2    | Ivan Tsvetkov      | Botev Plovdiv      | 17    |
| 3    | Georgi Milanov     | Litex Lovech       | 16    |
| 4    | Georgi Andonov     | Beroe Stara Zagora | 12    |
| 5    | Ismail Isa         | Litex Lovech       | 11    |
| 6    | Todor Nedelev      | Botev Plovdiv      | 9     |
| 6    | Ivan Stoyanov      | Ludogorets Razgrad | 9     |
| 6    | Armando Vajushi    | Litex Lovech       | 9     |